# SV Wacker 04 Billstedt
SV Wacker 04 Billstedt was een Duitse voetbalclub uit Billstedt, een stadsdeel van Hamburg. 

## Geschiedenis
Op 3 augustus 1904 werd SV Wacker von 1904 opgericht. In 1907 sloot de club zich aan bij de Noord-Duitse voetbalbond en de club ging in de tweede klasse spelen van de competitie Hamburg-Altona. In 1913 voerde de voetbalbond één grote competitie in voor Noord-Duitsland waardoor de tweede klasse in Hamburg nog maar het derde niveau was. Wacker werd kampioen en promoveerde. Door het uitbreken van de Eerste Wereldoorlog werd de grote competitie meteen weer afgevoerd en belandde Wacker van de derde meteen in de eerste klasse. Seizoen 1914/15 liep echter in een drama af en de club werd laatste. In de jaren twintig speelde de club in de competitie van de arbeidersbond. De club schakelde toch om naar de competitie van Groot-Hamburg en promoveerde in 1931 naar de hoogste klasse. Na twee seizoenen degradeerde de club en slaagde er niet meer in terug te keren.
Na de oorlog had de club het moeilijk. Goede spelers werden weggeplukt door clubs uit de Oberliga Nord en Wacker slaagde er niet in te promoveren naar de hoogste klasse. De jeugdelftallen behaalden wel successen. In 1967 moest de club van de stad in hetzelfde stadion gaan spelen als SC Vorwärts Billstedt. In 1990 fuseerden beide clubs tot SC Vorwärts-Wacker 04 Hamburg. 